# Corovia, Adâncata
Corovia (în ucraineană Коровія, transliterat: Korovia, în rusă Коровия, transliterat: Korovia și în germană Korowia) este un sat reședință de comună în raionul Adâncata din regiunea Cernăuți (Ucraina). Are 2,992 locuitori.
Satul este situat la o altitudine de 232 metri, în partea de nord a raionului Adâncata, pe malul râului Corovia.

## Istoric
Localitatea Corovia a făcut parte încă de la înființare din regiunea istorică Bucovina a Principatului Moldovei. După anexarea Bucovinei de către Imperiul Habsburgic în anul 1775, localitatea Corovia a făcut parte din Ducatul Bucovinei, guvernat de către austrieci, făcând parte din districtul Cernăuți (în germană Czernowitz).  
După Unirea Bucovinei cu România la 28 noiembrie 1918, satul Corovia a făcut parte din componența României, în Plasa Cosminului a județului Cernăuți. Pe atunci, majoritatea populației era formată din români. 
Ca urmare a Pactului Ribbentrop-Molotov (1939), Bucovina de Nord a fost anexată de către URSS la 28 iunie 1940. Bucovina de Nord a reintrat în componența României în perioada 1941-1944, fiind reocupată de către URSS în anul 1944 și integrată în componența RSS Ucrainene. 
Începând din anul 1991, satul Corovia face parte din raionul Adâncata al regiunii Cernăuți din cadrul Ucrainei independente. La recensământul din 1989, numărul locuitorilor care s-au declarat români plus moldoveni era de 1.476 (204+1.272), reprezentând 55,87% din populația localității . În prezent, satul are 2.992 locuitori, preponderent români.

## Demografie
Componența lingvistică a comunei Corovia
     Ucraineană (68,15%)
     Română (31,12%)
     Alte limbi (0,66%)
Conform recensământului din 2001, majoritatea populației comunei Corovia era vorbitoare de ucraineană (68,15%), existând în minoritate și vorbitori de română (31,12%).
1930: 1.708 (recensământ) 
1989: 2.642 (recensământ)
2007: 2.992 (estimare)

### Recensământul din 1930
Componența etnică a comunei Corovia (județul Cernăuți)
     Români (89,52%)
     Germani (6,67%)
     Ruteni (2,28%)
     Altă etnie (1,53%)
Componența confesională a comunei Corovia
     Ortodocși (90,45%)
     Romano-catolici (6,79%)
     Altă religie (2,76%)
Conform recensământului efectuat în 1930, populația comunei Corovia se ridica la 1.708 locuitori. Majoritatea locuitorilor erau români (89,52%), cu o minoritate de germani (6,67%) și una de ruteni (2,28%). Alte persoane s-au declarat: ruși (1 persoană), polonezi (12 persoane) și evrei (12 persoane). Din punct de vedere confesional, majoritatea locuitorilor erau ortodocși (90,45%), dar existau și romano-catolici (6,79%). Alte persoane au declarat: evanghelici/luterani (9 persoane), greco-catolici (8 persoane), mozaici (12 persoane), adventiști (4 persoane), altă religie (13 persoane), iar 1 persoană nu a declarat religia.

## Personalități
- Simeon Cobilanschi (1842-1910) - preot ortodox, publicist și scriitor român din Bucovina; a activat ca paroh la Corovia (1882-1886)